# Астрильд сірий
Астри́льд сірий (Estrilda troglodytes) — вид горобцеподібних птахів родини астрильдових (Estrildidae). Мешкає в регіоні Сахелю. Часто утримується в неволі.

## Опис

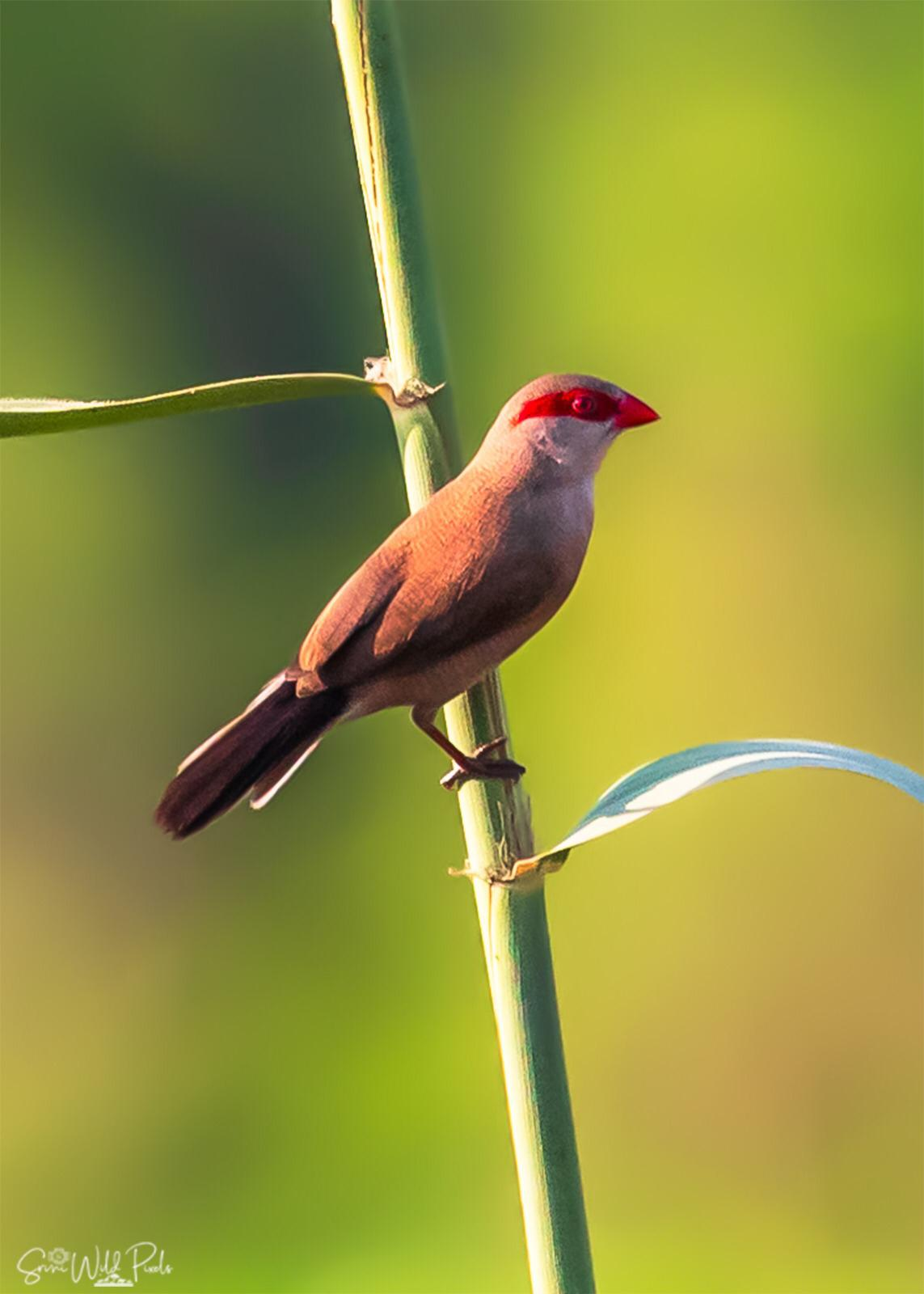
Сірий астрильд

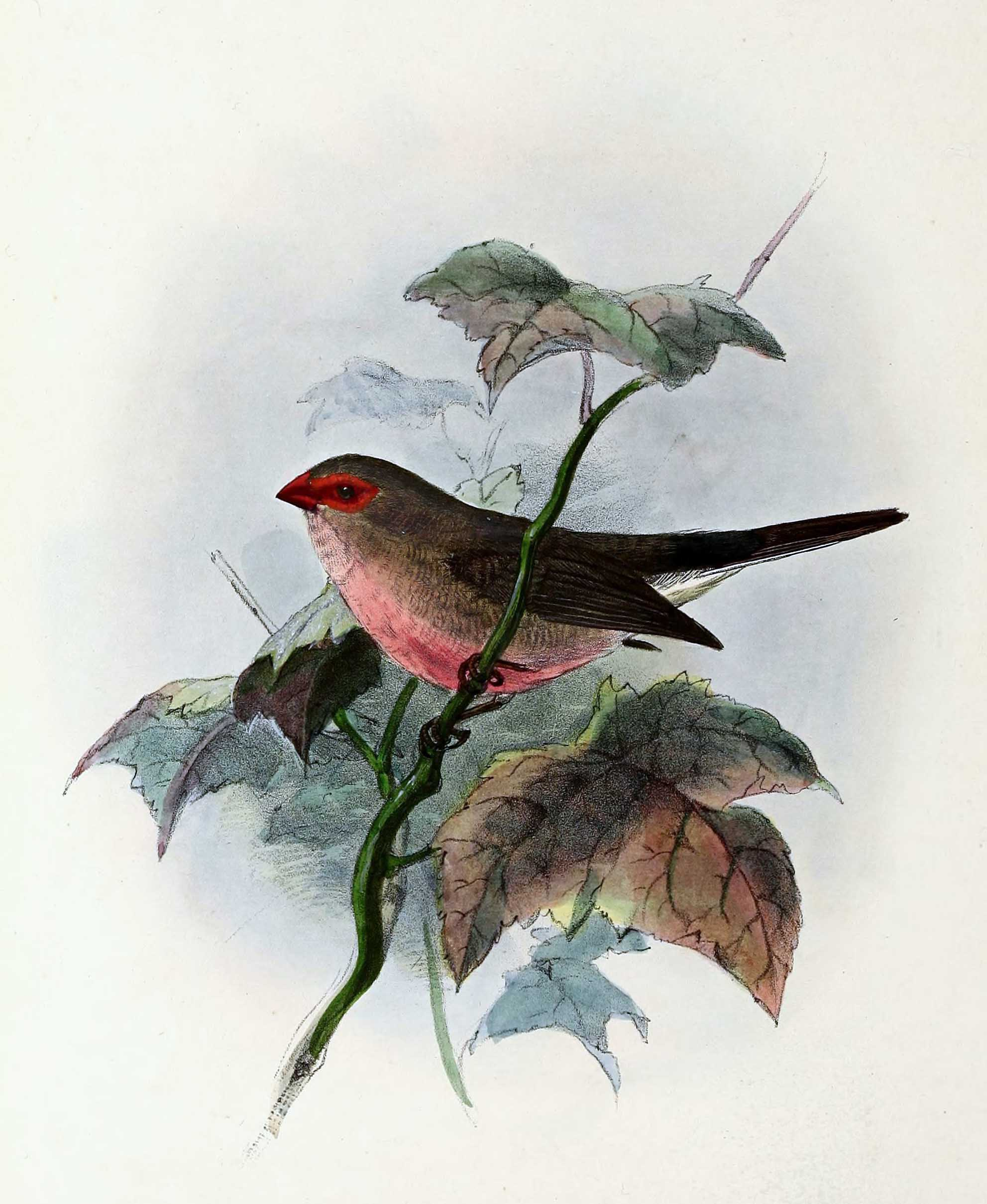
Сірий астрильд

Довжина птаха становить 9-10 см. У самців верхня частина тіла сірувато-коричнева, поцяткована нечіткими поперечними смугами, хвіст чорний. Щоки сірі, нижня частина тіла світло-сіра, горло і груди світло-сіро-коричневі з рожевим відтінком, боки мають коричневий відтінок. На обличчі вузька червона "маска". Крила сіро-коричневі, гузка і нижні покривні пера хвоста білі. Очі карі, дзьоб темно-червоний, лапи коричневі. Самиці мають блідіше забарвлення, рожевий відтінок в їх оперенні слабо виражений або відсутній. У самців він стаю більш виражений під час сезону розмноження.

## Поширення і екологія
Сірі астрильди мешкають в Мавританії, Сенегалі, Гамбії, Гвінеї, Ліберії, Кот-д'Івуарі, Малі, Буркіна-Фасо, Гані, Того, Беніні, Нігері, Нігерії, Камеруні, Чаді, Центральноафриканській Республіці, Судані, Південному Судані, Ефіопії, Еритреї, Демократичній Республіці Конго, Уганді і Кенії. Також вони були інтродуковані в різних частинах світу, зокрема в Португалії, Іспанії, на Пуерто-Рико, Американських Віргінських островах, Гваделупі і Мартиніці. Вони живуть в сухих саванах і степах, порослих сухими, колючими чагарниками, на берегах річок, а також на полях. Зустрічаються зграйками до 30, іноді до кількох сотень птахів, в Ефіопії на висоті до 2000 м над рівнем моря. Іноді приєднуються до змішаних зграй птахів. Живляться насінням трав, іноді також комахами.
Початок сезону розмноження різниться в залежності від регіону і зазвичай припадає на другу половину сезону дощів. Самці виконують демонстраційні танці, присідаючи перед самицею, тримаючи в дзьобі травинку і перо. Самиці можуть також виконувати цей танець, однак вони при цьому не співають. Гніздо кулеподібне, робиться з переплетеної трави і рослинних волокон, розміщується в чагарниках. В кладці від 3 до 5 яєць, інкубаційний період триває 12-14 днів. Сірі астрильди іноді стають жертвами гніздового паразитизму білочеревих вдовичок.